# Шкільні зв'язки
«Шкільні́ зв'язки́» (англ. School Ties) — американський драматичний фільм 1992 року. 
Провінціал Девід Грін (актор Брендан Фрейзер) отримує можливість потрапити до найпрестижнішого коледжу, де навчаються нащадки багатих та знаменитих сімей Америки. Молодий чоловік намагається довести, що він гідний такого шансу, але на поверхню спливає таємниця, яку Грін старанно приховував.

## У ролях
- Брендан Фрейзер — Девід Грін
- Метт Деймон — Чарлі Діллон
- Кріс О'Доннелл — Кріс Ріс
- Коул Гаузер — Джек Коннорс
- Бен Аффлек — Честі Сміт
- Ентоні Репп — Річард «Макгу» Коллінс
- Емі Локан — Селлі Вілер
- Ед Лотер — Алан Грін, батько Девіда